# Bjergøyna
Bjergøyna (også skrevet Bjergøy) er en af Sjernarøyane i Boknafjorden som hører til Finnøy kommune i Rogaland fylke i Norge. Den har et areal på 5,6 km² og har  93 indbyggere hvoraf nogle bor på  den lille ø Audbø i sydvest (2014). Bosætningen er særlig koncentreret til nord- og østsiden af øen. Højeste punkt er Fuglahammaren der er 168 moh.  Der er bilfærge til fastlandet i nord og fra  de brofate øer mod syd til Finnøy hvorfra  hvorfra der er vej til  Stavanger  via fastlandsforbindelsen Rennfast over Rennesøy  (Europavej E39).
Bjergøyna og Kyrkjøy er de to største øer i øgruppen, som indtil 1965 var en selvstændig kommune, Sjernarøy. Øen blev brugt i indspilningen af den norske film Kimen (1974) der er baseret på en bog af Tarjei Vesaas.